# Andreas Wijk
Andreas Mikael Wijk, né le 17 février 1993 dans la paroisse de Nybro, comté de Kalmar, est un chanteur et mannequin suédois.

## Biographie
Andreas Wijk est le fils du pasteur pentecôtiste Thomas Wijk et de son épouse Ulrika. Il a grandi à Nybro et Kungälv .
En 2005, Andreas faisait partie du groupe pop pour enfants Popcorn avec Idol-Alice et Dominique Pålsson Wiklund À l'âge de 16 ans, il a commencé sa carrière musicale avec des clips de chansons sur YouTube. Il a été nommé « Homme le mieux habillé de l'année » aux Finest-Awards en 2011  et a été nommé pour le « Meilleur blog de mode masculine » aux Bloglovin' Awards en 2014 et 2015. Très tôt, Andreas a fait des reprises d'artistes célèbres et, à l'adolescence, il signe un contrat avec le producteur RedOne. Mais il va finalement faire de la musique sans avoir de maison de disques derrière lui .
Il s'est fait connaître en 2022 avec le single If I was gay, dans lequel il décrit la peur de faire son coming-out en tant qu'homosexuel et, dans son cas, avec un passé dans l'Église libre, avec des inquiétudes quant à la réaction de son entourage et de sa famille. À l'occasion de la sortie de ce single, Andreas a posté sur Tiktok un clip dans lequel il fait écouter la chanson à ses parents et semble leur révéler son homosexualité. Le clip est devenu viral et s'est répandu internationalement avec 25 millions de vues,.
Parallèlement à sa carrière musicale, Andreas a travaillé comme mannequin pour des marques telles que Tommy Hilfiger, YSL et Gaultier.
Le 11 novembre 2022, il était l'invité du talk-show Carina Bergfeldt. Au QX Gaygala 2023, il a été nommé dans la catégorie LGBTQ de l'année. Andreas a participé au programme de divertissement Let's Dance 2023 et a terminé septième. À l'automne 2023, il incarne Christian dans la comédie musicale Moulin Rouge ! au Chinateatern.

## Discographie

### Album
- 2018 : Season 1 [Episode 1-14]
- 2019 : Peace 佑 piəɔə
- 2023: If i was gay

### Singles
- 2019: Two Worlds (From Tarzan)
- 2020: Somebody to love
- 2021 : Square one
- 2021: Now til the end
- 2021: Let go
- 2021: Chrismas day kiss
- 2022: Free fallin in love (with you)
- 2022: Christmas time again
- 2022 : If I was gay
- 2023: I miss somebody who's not missing me
- 2023 : Your song ( live musical version)